# Possumové a příbuzní
Possumové a příbuzní (Petauroidea) představují nadčeleď dvojitozubců (Diprotodontia). Jde o různorodou skupinu spíše menších vačnatců, často stromových. U několika linií se nezávisle vyvinula schopnost plachtivého letu.

## Systematika
Skupina Petauroidea zahrnuje čeledi vakoplšíkovití (Acrobatidae), vakoveverkovití (Petauridae), possumovití (Pseudocheiridae) a medovcovití (Tarsipedidae). Jejich předpokládané příbuzenské vztahy shrnuje následující kladogram:
|  | Tarsipedidae                                                   |
|  |                                                                |
|  | \| \| Pseudocheiridae \| \| \| \| \| \| Petauridae \| \| \| \| |
|  |                                                                |
|  | Pseudocheiridae                                                |
|  |                                                                |
|  | Petauridae                                                     |
|  |                                                                |

|  | Pseudocheiridae |
|  |                 |
|  | Petauridae      |
|  |                 |

|  | Tarsipedidae                                                   |
|  |                                                                |
|  | \| \| Pseudocheiridae \| \| \| \| \| \| Petauridae \| \| \| \| |
|  |                                                                |
|  | Pseudocheiridae                                                |
|  |                                                                |
|  | Petauridae                                                     |
|  |                                                                |

|  | Pseudocheiridae |
|  |                 |
|  | Petauridae      |
|  |                 |

V rámci řádu dvojitozubců je taxon Petauroidea pokládán za příbuzný s kuskusy (Phalangeroidea/Phalangeriformes s. s.) a klokany (Macropodiformes/Macropodoidea). V literatuře se nicméně různí jednotlivé taxonomické kategorie těchto skupin, stejně jako jejich vymezení. Groves ve svém systému z roku 2005 klasifikoval nadčeledi Petauroidea + Phalangeroidea v rámci samostatného podřádu Phalangeriformes, zatímco pro klokany uvažoval druhý podřád Macropodiformes.
Molekulární studie se přiklánějí k bližší příbuznosti Macropodiformes buďto s Petauroidea, anebo s Phalangeroidea – v obou případech by byl podřád Phalangeriformes parafyletický. Sporné fylogenetické vztahy jsou zřejmě důsledkem rychlé divergence těchto skupin ve středním eocénu. Macholán a Zima pro possumy a příbuzné používají jméno Petauriformes, Phalangeriformes pak používají v užším smyslu pro kuskusy.